# Hársliget
Hársliget (korábban Lippahócz, szlovénül: Lipovci) falu Szlovéniában, a Muravidéken. Közigazgatásilag Belatinc községhez tartozik.

## Fekvése
Muraszombattól 5 km-re délkeletre a Mura völgyében fekszik.

## Története
A település első írásos említése 1411-ből való "Poss. Lipoch" néven, ekkor Nemti (ma Lenti) várának része volt. 1389-ben "Belothafalwa", 1428-ban "Lypolch", 1481-ben "Lypowcz" alakban szerepel a korabeli forrásokban.
Vályi András szerint "LIPAHÓCZ. Tót falu Szala Várm. lakosai katolikusok, határja jó, legelője kövér, fája nem sok van."
Fényes Elek szerint "Lippahócz, vindus-tót f., Zala vmegyében: 418 kath. lak. F. u. Gyika. Ut. p. A. Lendva."
Az 1910. évi népszámlálás szerint 760, túlnyomórészt szlovén lakosa volt. Zala vármegye Alsólendvai járásához tartozott. 1919-ben a Vendvidéki Köztársaság nyilvánította részének, de csak hat napig volt a birtokában. 1920-ban a trianoni békeszerződés értelmében a Szerb–Horvát–Szlovén Királyság kapta meg. 1941-ben ismét magyar fennhatóság alá került, 1945-ben Jugoszlávia visszakapta. 1991 óta a független Szlovénia része. 2002-ben 1047 lakosa volt.

## Nevezetességei
Szent Péter és Pál apostolok tiszteletére szentelt kis neogótikus kápolnája a 20. század elején épült. Tornya a bejárat felett áll, sarkain két kisebb tornyocskával. Belatinc filiája.